# Chaetobranchopsis
Chaetobranchopsis é um pequeno gênero de peixes encontrados na América do Sul pertencentes a família Cichlidae, são encontrados nas bacias do rio Amazonas, Paraná e Paraguai.

## Espécies
Existem atualmente duas espécies reconhecidas deste gênero:
- Chaetobranchopsis australis C. H. Eigenmann & Ward, 1907
- Chaetobranchopsis orbicularis (Steindachner, 1875)